# أحمد علم
أحمد علم (بالأردوية: احمد عالم؛ بالإنجليزية: Ahmed Alam) هو لاعب هوكي الحقل باكستاني، ولد في 16 فبراير 1972 في كراتشي في باكستان.

## وصلات خارجية
- أحمد علم على موقع أوليمبيديا (الإنجليزية)
- أحمد علم على موقع اتحاد ألعاب الكومنولث (مؤرشف) (الإنجليزية)